# Kranendijk
Kranendijk is een buurtschap in de gemeente Goeree-Overflakkee, in de Nederlandse provincie Zuid-Holland. Het ligt tussen Achthuizen, Oude-Tonge en Langstraat.
Stad: Goedereede

Dorpen: Achthuizen · Den Bommel · Dirksland · Havenhoofd · Herkingen ·  Melissant · Middelharnis · Nieuwe-Tonge · Ooltgensplaat · Ouddorp · Oude-Tonge · Sommelsdijk · Stad aan 't Haringvliet · Stellendam · Zuidzijde

Buurtschappen: Battenoord · Kranendijk · Langstraat · Oostdijk · Stoof · Visschershoek

Voormalige buurtschappen: Galatheesche Sluis·  Oudeland ·  Oudenieuwland ·  Rustburg ·  Scheerhoek

Zuid-Holland: Steden en dorpen      Nederland: Provincies · Gemeenten